# Lhota (Nahořany)
Lhota (německy Elhotten) je malá vesnice, část obce Nahořany v okrese Náchod. Nachází se asi 1,5 km na sever od Nahořan. V roce 2009 zde bylo evidováno 49 adres. V roce 2001 zde trvale žilo 73 obyvatel.
Lhota leží v katastrálním území Lhota u Nahořan o rozloze 4,31 km2. V katastrálním území Lhota u Nahořan leží i Doubravice.